# Tama Junior
Der Tama Junior (jap. たまジュニア, Tama Junia) war ein kleiner PKW, den die Tōkyō Denki Jidōsha K.K. (engl. Tokyo Electric Motor Car Co., dt. Tokio Elektrofahrzeuge & Co.) in Japan von 1948 bis 1951 als Nachfolger ihres ersten Elektrofahrzeuges Tama E4S-47 herstellte. 1949 benannte sich der Automobilhersteller nach seinem Herstellungsort Tama in der Präfektur Tokio in Tama Denki Jidōsha (dt. Elektrofahrzeuge Tama) um. Später wurde daraus die Prince Jidōsha Kōgyō (engl. Prince Motor Company, dt. Prince Motorengesellschaft).
Wie sein Vorgänger hatte der kleine Wagen einen Leiterrahmen und eine Karosserie in Gemischtbauweise (Holzrahmen, der mit Blechen beplankt ist). Neu war die Pontonform, die der des Lloyd LP300 ähnlich sah. Die viersitzige Limousine hatte 4 Türen; die vorderen Türen waren vorne angeschlagen, die hinteren hinten, sodass sie an den B-Säulen zusammenschlugen. Die Karosserie war sehr einfach, glatt und hochbordig. Statt Blinker hatte das Fahrzeug Winker in den A-Säulen. Die Windschutzscheibe war geteilt und V-förmig angestellt.
Die Batterien hatten, wie beim ersten Tama, eine Betriebsspannung von 40 V. Auch der vorne eingebaute Elektromotor war vom Vorgänger übernommen, hatte eine Spannung von 36 V und brauchte maximal 120 A. Die Antriebsleistung wurde mit 4,5 PS (3,3 kW) angegeben. Die Höchstgeschwindigkeit lag bei 45 km/h und die Reichweite bei 130 km.
Parallel wurde der größere Tama Senior gebaut. Ende 1951 wurde die Produktion eingestellt und Prince Jidōsha Kōgyō gab die Fertigung von Kleinwagen mit Elektroantrieb auf.

## Quelle
- Eichi Mook: Japanese Historic Car Graffiti 1950-1969. Band 1 (1996), ISBN 4-7542-5055-9